# Liga dos Campeões da EHF de 2017–18
A Liga dos Campeões da EHF de 2017–18 foi a 58.ª edição da maior competição de clubes europeus de andebol organizada pela EHF. A final foi disputada na Lanxess Arena em Colónia na Alemanha. 
O Montpelier venceu o Nantes por 32–27 na final e conquistou o seu segundo título.

## Formato
Torneio de Qualificação
Quatro equipas participam num torneio de qualificação para disputar o acesso à fase de grupos da competição.
O torneio é disputado por eliminatórias a uma mão, começando com duas semi-finais e acabando com uma final. Um jogo para apurar o terceiro classificado do torneio é disputado antes da final. Só o vencedor do torneio entra na fase de grupos, enquanto as restantes equipas são transferidas para a Taça EHF.
Fase de Grupos
Um total de 28 equipas são divididas em quatro grupos onde todas as equipas enfrentam-se em sistema de todos contra todos. Os grupos A e B são constituídos por oito equipas cada. O vencedor de cada grupo qualifica-se diretamente para os quartos de final enquanto as equipas classificadas do 2.º ao 6.º lugar de cada grupo qualificam-se para os oitavos de final.
Os grupos C e D são constituídos por 6 equipas cada. Os dois primeiros classificados de cada grupo qualificam-se para o playoff onde o vencedor do grupo C encontra o segundo classificado do grupo D e vice-versa para determinar as duas equipas que seguem para as eliminatórias.
As restantes equipas são eliminadas da competição.
Eliminatórias - Oitavos de final
Um total de 12 equipas participam nesta eliminatória, 10 equipas provenientes dos grupos A e B e duas equipas provenientes do playoff entre os dois primeiros classificados dos grupos C e D. A eliminatória é disputada em sistema ida e volta
Eliminatórias - Quartos de final
Os seis vencedores da primeira fase das eliminatórias juntam-se aos vencedores dos grupos A e B nos quartos de final. A eliminatória é disputada em sistema ida e volta para apurar as quatro equipas que disputarão a final four da competição.
Fase Final
A Velux EHF Final4 é disputada na Lanxess Arena (Colónia, Alemanha). Em formato de final four, é disputado o título de campeão europeu.

## Distribuição de vagas
Cada ano, a EHF publica uma lista de classificação das ligas nacionais de cada federação-membro. Este ranking de coeficiente da EHF determina as nações autorizadas a participar na competição. Para 2017–18, as primeiras 27 nações do ranking podem candidatar um certo número de participantes a participar na Liga dos Campeões. O campeão europeu em título qualifica-se automaticamente.
- Associações 1 e 2 classificam duas equipas cada.
- Associações 3 a 27 classificam uma equipa cada.
  - As federações-membro 1 a 27 podem solicitar vagas adicionais.

### Ranking de Coeficiente da EHF para 2017–18
| Rank | Associação | Coeff. | Times | Notas |
| ---- | ---------- | ------ | ----- | ----- |
| 1    | Alemanha   | 139,83 | 2     |       |
| 2    | Hungria    | 119,83 | 2     |       |
| 3    | Espanha    | 114,33 | 1     |       |
| 4    | França     | 96,17  | 1     |       |
| 5    | Polónia    | 67,00  | 1     |       |
| 6    | Dinamarca  | 64,33  | 1     |       |
| 7    | Eslovénia  | 40,83  | 1     |       |
| 8    | Macedónia  | 39,56  | 1     |       |
| 9    | Croácia    | 39,25  | 1     |       |
| 10   | Portugal   | 36.11  | 1     |       |
| 11   | Suécia     | 34,00  | 1     |       |
| 12   | Roménia    | 33,22  | 1     |       |
| 13   | Suíça      | 28,57  | 1     |       |
| 14   | Ucrânia    | 25,22  | 1     |       |

| Rank | Associação      | Coeff. | Times | Notas |
| ---- | --------------- | ------ | ----- | ----- |
| 15   | Bielorrússia    | 23,89  | 1     |       |
| 16   | Rússia          | 22,43  | 1     |       |
| 17   | Noruega         | 20,78  | 1     |       |
| 18   | Sérvia          | 18,44  | 1     |       |
| 19   | República Checa | 14,67  | 1     |       |
| 20   | Eslováquia      | 11,67  | 1     |       |
| 21   | Bélgica         | 11,25  | 1     |       |
| 22   | Finlândia       | 11,25  | 1     |       |
| 23   | Países Baixos   | 10,78  | 1     |       |
| 24   | Turquia         | 9,67   | 1     |       |
| 25   | Áustria         | 9,00   | 1     |       |
| 26   | Grécia          | 8,00   | 1     |       |
| 27   | Islândia        | 7,00   | 1     |       |

### Alocação
Entre as 31 equipas que se candidataram a participar na competição, 27 equipas qualificaram-se diretamente para a fase de grupos. 4 equipas disputarão um torneio de qualificação.
| Grupos A/B              | Grupos A/B           | Grupos A/B         | Grupos A/B         |
| ----------------------- | -------------------- | ------------------ | ------------------ |
| Meshkov Brest           | Zagreb               | Aalborg Håndbold   | HBC Nantes         |
| Paris Saint-Germain     | Flensburg-Handewitt  | THW Kiel           | Rhein-Neckar Löwen |
| Pick Szeged             | Veszprém             | Vardar             | Vive Kielce        |
| Wisła Płock             | Celje                | FC Barcelona       | IFK Kristianstad   |
| Grupos C/D              |                      |                    |                    |
| Skjern Håndbold         | Montpellier          | Metalurg Skopje    | Elverum Håndball   |
| CS Dinamo București     | Chekhovskiye Medvedi | RK Gorenje Velenje | CB Ademar León     |
| Kadetten Schaffhausen   | Beşiktaş JK          | Motor Zaporozhye   |                    |
| Torneio de Qualificação |                      |                    |                    |
| Alpla HC Hard           | Riihimäki Cocks      | Sporting CP        | Tatran Prešov      |

## Calendário
O sorteio do torneio de qualificação foi realizado em Viena, Áustria e o sorteio da Fase de Grupos e da Fase Final foi realizado em Ljubljana, Eslovénia.
| Fase                       | Data do Sorteio     |
| -------------------------- | ------------------- |
| Torneio de Qualificação    | 29 de junho de 2017 |
| Fase de Grupos             | 30 de junho de 2017 |
| Eliminatórias              | 30 de junho de 2017 |
| Velux EHF Final4 (Colónia) | 2 de maio de 2018   |

## Torneio de Qualificação
Quatro equipas disputam uma semi-final e uma final para determinar o último participante da fase de grupos. Os jogos foram disputados a 2 e 3 de setembro de 2017.
|  | Semifinais       | Semifinais    |    |                 | Final            | Final |  |
|  |                  |               |    |                 |                  |       |  |
|  | 2 de setembro    |               |    |                 |                  |       |  |
|  | Sporting CP      | 31            |    |                 |                  |       |  |
|  | Riihimäki Cocks  | 27            |    |                 |                  |       |  |
|  |                  |               |    |                 |                  |       |  |
|  |                  |               |    |                 | 3 de setembro    |       |  |
|  |                  |               |    |                 | Sporting CP      | 35    |  |
|  |                  | Alpla HC Hard | 34 |                 |                  |       |  |
|  |                  |               |    |                 |                  |       |  |
|  |                  |               |    |                 |                  |       |  |
|  |                  |               |    |                 | Terceiro lugar   |       |  |
|  | 2 de setembro    | 2 de setembro |    | 3 de setembro   | 3 de setembro    |       |  |
|  | HT Tatran Prešov | 25            |    | Riihimäki Cocks | 27               |       |  |
|  | Alpla HC Hard    | 26            |    |                 | HT Tatran Prešov | 30    |  |

### Semifinais
| 2 de setembro      | Sporting CP | 31 – 27   | Riihimäki Cocks | Tatran Arena, Prešov                             |
| 13:30 CEST (UTC+2) |             | Relatório |                 | Público: 420 Árbitro: Jurinović and Mrvica (CRO) |

| 2 de setembro      | HT Tatran Prešov | 25 – 26   | Alpla HC Hard | Tatran Arena, Prešov                           |
| 16:00 CEST (UTC+2) |                  | Relatório |               | Público: 1 500 Árbitro: Herczeg and Südi (HUN) |

### Disputa pelo 3º lugar
| 3 de setembro      | Riihimäki Cocks | 27 – 30   | HT Tatran Prešov | Tatran Arena, Prešov                         |
| 13:30 CEST (UTC+2) |                 | Relatório |                  | Público: 400 Árbitro: Herczeg and Südi (HUN) |

### Final
| 3 de setembro      | Sporting CP | 35 – 34   | Alpla HC Hard | Tatran Arena, Prešov                             |
| 16:05 CEST (UTC+2) |             | Relatório |               | Público: 500 Árbitro: Jurinović and Mrvica (CRO) |

## Fase de Grupos
O sorteio da fase de grupos foi realizado a 20 de junho de 2017, no castelo de Ljubljana. 28 equipas foram distribuídas por quatro grupos, dois contendo oito equipas (A e B) e dois contendo seis equipas (C e D). Equipas da mesma associação não se poderão defrontar na fase de grupos.
Em cada grupo, as equipas enfrentam-se em sistema de todos contra todos.
Após a Fase de Grupos, as equipas que avançarão para a Fase Final da Liga dos Campões da EHF de 2017–18 foram determinadas da seguinte maneira:
- Grupos A e B – o vencedor de cada grupo qualifica-se automaticamente para os quartos-de-final da competição e as cinco equipas classificadas do segundo ao sexto lugar qualificam-se para os oitavos-de-final.
- Grupos C e D – os dois primeiros classificados de cada grupo qualificam-se para o "play-off", onde apenas os vencedores se qualificam para os oitavos-de-final.

### Critérios de Desempate
| Critérios de Desempate |
| --- |
| Na fase de grupos, as equipas são classificados por pontos (2 pontos por vitória, 1 ponto por empate, 0 pontos por derrota). Se duas ou mais equipas terminarem iguais em pontos no final da fase de grupos, os seguintes critérios serão aplicados para determinar a classificação (em ordem decrescente): 1. Maior número de pontos obtidos nos jogos entre as equipas em questão; 2. Diferença de golos superior nos jogos disputados entre as equipas em questão; 3. Maior número de golos marcados nos jogos disputados entre as equipas em questão (ou fora de casa em caso de um empate no número de golos marcados); 4. Diferença de golos superior em todos os jogos disputados no grupo; 5. Maior número de golos marcados em todos os jogos disputados no grupo; Se a classificação não conseguir ser determinada pelos critérios acima, uma decisão será providenciada pela Federação Europeia de Andebol. Durante a fase de grupos, só os critérios 4 e 5 se aplicam para determinar a classificação provisória das equipas. |

### Grupo A
| Pos | Equipe             | Pts | J  | V | E | D  | GP  | GC  | SG  | Classificado     |
| --- | ------------------ | --- | -- | - | - | -- | --- | --- | --- | ---------------- |
| 1   | Vardar             | 21  | 14 | 9 | 3 | 2  | 390 | 341 | +49 | Quartos-de-final |
| 2   | Barcelona          | 20  | 14 | 9 | 2 | 3  | 408 | 377 | +31 | Oitavos-de-final |
| 3   | HBC Nantes         | 20  | 14 | 9 | 2 | 3  | 402 | 382 | +20 | Oitavos-de-final |
| 4   | Rhein-Neckar Löwen | 17  | 14 | 6 | 5 | 3  | 416 | 391 | +25 | Oitavos-de-final |
| 5   | Pick Szeged        | 13  | 14 | 6 | 1 | 7  | 421 | 411 | +10 | Oitavos-de-final |
| 6   | IFK Kristianstad   | 8   | 14 | 3 | 2 | 9  | 355 | 415 | −60 | Oitavos-de-final |
| 7   | Wisła Płock        | 7   | 14 | 2 | 3 | 9  | 380 | 408 | −28 | Eliminação       |
| 8   | Zagreb             | 6   | 14 | 2 | 2 | 10 | 349 | 396 | −47 | Eliminação       |

### Grupo B
| Pos | Equipe              | Pts | J  | V  | E | D  | GP  | GC  | SG  | Classificado     |
| --- | ------------------- | --- | -- | -- | - | -- | --- | --- | --- | ---------------- |
| 1   | Paris Saint-Germain | 23  | 14 | 11 | 1 | 2  | 424 | 378 | +46 | Quartos-de-final |
| 2   | MVM Veszprém        | 18  | 14 | 8  | 2 | 4  | 407 | 378 | +29 | Oitavos-de-final |
| 3   | Flensburg-Handewitt | 18  | 14 | 7  | 4 | 3  | 410 | 391 | +19 | Oitavos-de-final |
| 4   | THW Kiel            | 16  | 14 | 7  | 2 | 5  | 366 | 361 | +5  | Oitavos-de-final |
| 5   | Vive Targi Kielce   | 15  | 14 | 6  | 3 | 5  | 418 | 408 | +10 | Oitavos-de-final |
| 6   | Meshkov Brest       | 10  | 14 | 4  | 2 | 8  | 374 | 406 | −32 | Oitavos-de-final |
| 7   | Celje               | 7   | 14 | 3  | 1 | 10 | 398 | 434 | −36 | Eliminação       |
| 8   | Aalborg Håndbold    | 5   | 14 | 2  | 1 | 11 | 364 | 405 | −41 | Eliminação       |

### Grupo C
| Pos | Equipe                | Pts | J  | V | E | D | GP  | GC  | SG  | Classificado |
| --- | --------------------- | --- | -- | - | - | - | --- | --- | --- | ------------ |
| 1   | Skjern Håndbold       | 16  | 10 | 8 | 0 | 2 | 326 | 252 | +74 | Play-off     |
| 2   | CB Ademar León        | 12  | 10 | 6 | 0 | 4 | 270 | 270 | 0   | Play-off     |
| 3   | RK Gorenje Velenje    | 12  | 10 | 6 | 0 | 4 | 271 | 271 | 0   | Eliminação   |
| 4   | Elverum Håndball      | 10  | 10 | 5 | 0 | 5 | 287 | 304 | −17 | Eliminação   |
| 5   | Kadetten Schaffhausen | 8   | 10 | 4 | 0 | 6 | 263 | 274 | −11 | Eliminação   |
| 6   | Dinamo București      | 2   | 10 | 1 | 0 | 9 | 278 | 324 | −46 | Eliminação   |

### Grupo D
| Pos | Equipe               | Pts | J  | V | E | D | GP  | GC  | SG  | Classificado |
| --- | -------------------- | --- | -- | - | - | - | --- | --- | --- | ------------ |
| 1   | Montpellier          | 16  | 10 | 8 | 0 | 2 | 309 | 267 | +42 | Play-off     |
| 2   | Motor Zaporozhye     | 15  | 10 | 6 | 3 | 1 | 294 | 263 | +31 | Play-off     |
| 3   | Beşiktaş             | 11  | 10 | 5 | 1 | 4 | 293 | 296 | −3  | Eliminação   |
| 4   | Sporting CP          | 8   | 10 | 4 | 0 | 6 | 293 | 297 | −4  | Eliminação   |
| 5   | Metalurg Skopje      | 5   | 10 | 2 | 1 | 7 | 262 | 293 | −31 | Eliminação   |
| 6   | Chekhovskiye Medvedi | 5   | 10 | 2 | 1 | 7 | 271 | 306 | −35 | Eliminação   |

### Playoff
Os dois primeiros classificados dos grupos C e D qualificaram-se para um play-off para determinar as duas equipas que avançarão na competição. Os vencedores de cada grupo defrontaram os segundos classificados do outro grupo numa disputa a duas mãos. A 1ª mão foi disputada a 24 de fevereiro de 2018 e a 2ª mão foi disputada a 4 de março de 2018.
| Equipe 1         | Total | Equipe 2        | 1.º jogo | 2.º jogo |
| ---------------- | ----- | --------------- | -------- | -------- |
| CB Ademar León   | 43–48 | Montpellier     | 24–28    | 19–20    |
| Motor Zaporozhye | 58–63 | Skjern Håndbold | 32–30    | 26–33    |

## Eliminatórias

### Oitavos de final
O sorteio dos oitavos de final foi realizado a 30 de junho de 2017. As partidas de ida foram disputadas em 21, 24 e 25 de março e as partidas de volta em 28 e 31 de março e 1 de abril de 2018.
| Equipe 1          | Total | Equipe 2            | 1.º jogo | 2.º jogo |
| ----------------- | ----- | ------------------- | -------- | -------- |
| Montpellier       | 56–55 | FC Barcelona        | 28–25    | 28–30    |
| Skjern Håndbold   | 61–59 | MVM Veszprém        | 32–25    | 29–34    |
| Meshkov Brest     | 52–60 | HBC Nantes          | 24–32    | 28–28    |
| IFK Kristianstad  | 46–53 | Flensburg-Handewitt | 22–26    | 24–27    |
| Vive Targi Kielce | 77–47 | Rhein-Neckar Löwen  | 41–17    | 36–30    |
| THW Kiel          | 56–50 | Pick Szeged         | 29–22    | 27–28    |

### Quartos de final
O sorteio dos quartos de final foi realizado a 30 de junho de 2017. As partidas de ida foram disputadas em 18, 21 e 22 de abril e as partidas de volta em 28 e 29 de abril de 2018.
| Equipe 1            | Total | Equipe 2            | 1.º jogo | 2.º jogo |
| ------------------- | ----- | ------------------- | -------- | -------- |
| THW Kiel            | 56–56 | Vardar              | 28–29    | 28–27    |
| Vive Targi Kielce   | 60–69 | Paris Saint-Germain | 28–34    | 32–35    |
| Flensburg-Handewitt | 45–57 | Montpellier         | 28–28    | 17–29    |
| HBC Nantes          | 60–54 | Skjern Håndbold     | 33–27    | 27–27    |

## Fase Final
A fase final da competição, a Velux EHF Final4 foi disputada na Lanxess Arena em Colónia, Alemanha, a 26 e 27 de maio.
|  | Semifinais          | Semifinais  |    |                     | Final          | Final |  |
|  |                     |             |    |                     |                |       |  |
|  | 26 de maio          |             |    |                     |                |       |  |
|  | HBC Nantes          | 32          |    |                     |                |       |  |
|  | Paris Saint-Germain | 28          |    |                     |                |       |  |
|  |                     |             |    |                     |                |       |  |
|  |                     |             |    |                     | 27 de maio     |       |  |
|  |                     |             |    |                     | HBC Nantes     | 27    |  |
|  |                     | Montpellier | 32 |                     |                |       |  |
|  |                     |             |    |                     |                |       |  |
|  |                     |             |    |                     |                |       |  |
|  |                     |             |    |                     | Terceiro lugar |       |  |
|  | 26 de maio          | 26 de maio  |    | 27 de maio          | 27 de maio     |       |  |
|  | Vardar              | 27          |    | Paris Saint-Germain | 29             |       |  |
|  | Montpellier         | 28          |    |                     | Vardar         | 28    |  |

### Semifinais
| 26 de maio de 2018 15:15 | HBC Nantes  | 32–28     | Paris Saint-Germain | Lanxess Arena, Colónia Público: 19250 Árbitros: Martin Gjeding |
| 26 de maio de 2018 15:15 | Lazarov (8) | (17–14)   | Remili (6)          | Lanxess Arena, Colónia Público: 19250 Árbitros: Martin Gjeding |
| 26 de maio de 2018 15:15 | 5× 1×       | Relatório | 4× 2×               | Lanxess Arena, Colónia Público: 19250 Árbitros: Martin Gjeding |

| 26 de maio de 2018 18:00 | Vardar      | 27–28     | Montpellier | Lanxess Arena, Colónia Público: 19250 Árbitros: Jonas Eliasson |
| 26 de maio de 2018 18:00 | Borozan (6) | (11–14)   | Porte (8)   | Lanxess Arena, Colónia Público: 19250 Árbitros: Jonas Eliasson |
| 26 de maio de 2018 18:00 | 3×          | Relatório | 4× 3×       | Lanxess Arena, Colónia Público: 19250 Árbitros: Jonas Eliasson |

### Decisão do 3.º lugar
| 27 de maio de 2018 15:15 | Paris Saint-Germain | 29–28     | Vardar      | Lanxess Arena, Colónia Público: 19257 Árbitros: Bojan Lah |
| 27 de maio de 2018 15:15 | Remili (9)          | (14–15)   | Cindric (7) | Lanxess Arena, Colónia Público: 19257 Árbitros: Bojan Lah |
| 27 de maio de 2018 15:15 | 5× 2×               | Relatório | 4× 2× 1×    | Lanxess Arena, Colónia Público: 19257 Árbitros: Bojan Lah |

### Final
| 27 de maio de 2018 18:00 | HBC Nantes  | 27–32     | Montpellier  | Lanxess Arena, Colónia Público: 19250 Árbitros: Oscar Raluy Lopez |
| 27 de maio de 2018 18:00 | Lazarov (6) | (13–16)   | Fabregas (6) | Lanxess Arena, Colónia Público: 19250 Árbitros: Oscar Raluy Lopez |
| 27 de maio de 2018 18:00 | 2×          | Relatório | 3× 1×        | Lanxess Arena, Colónia Público: 19250 Árbitros: Oscar Raluy Lopez |

## Campeão
| Liga dos Campeões da EHF de 2017–18 |
| ----------------------------------- |
| Montpellier 2.º Título              |

## Estatísticas

### Artilheiros
| Artilheiros | Artilheiros      | Artilheiros         | Artilheiros |
| #           | Jogador          | Equipa              | Gols        |
| ----------- | ---------------- | ------------------- | ----------- |
| 1           | Uwe Gensheimer   | Paris Saint-Germain | 92          |
| 2           | Markus Olsson    | Skjern Håndbold     | 88          |
| 3           | Andre Schmid     | Rhein-Neckar Löwen  | 83          |
| 4           | Nédim Rémili     | Paris Saint-Germain | 80          |
| 5           | Alex Dujshebaev  | Vive Kielce         | 79          |
| 6           | Mate Lekai       | Veszprém            | 75          |
| 7           | Bjarte Myrhol    | Skjern Håndbold     | 74          |
| 7           | Michal Jurecki   | Vive Kielce         | 74          |
| 7           | Eduardo Gurbindo | HBC Nantes          | 74          |
| 7           | Vuko Borozan     | Vardar              | 74          |